# ルノー・サフラン
サフラン（Safrane ）は、フランスの自動車会社、ルノーが、1992年から1998年まで生産していた大型乗用車である。2008年8月から2016年までルノー傘下の自動車会社・ルノーサムスンが製造し、ルノーがこの名前を冠した乗用車を中東市場向けに販売していた。

## 初代（1992-1998年）
当時のルノーの最高級車種であるルノー・25の後継型として1991年ジュネーヴショーでデビューし、1992年に発売された。4,700mmを超える日本の3ナンバー枠の全長ながら、ルノー25と同じくフランス車らしいハッチバックの前輪駆動(FF)車である。
ただし25とは異なりラグナや後のルノー車と同様に、エンジンはすべて一般的な横置き配置となった。サスペンションは前がストラット、リアがマルチリンク。
デザインは後にBMW・Z3なども手がけた日本人デザイナー永島譲二による。発表当初は「これまでのルノーの路線と違いすぎる」「フランス車らしくない」と批判も受けたが、販売の面ではまずまずの成功となり、またフランス大統領公用車にも採用された。
エンジンはボアφ93.0mm×ストローク73.0mm、2,975ccのV型6気筒（170PS/5,500rpm、24.5kgm/4,500rpm）を搭載した最上級モデルのほか、直列4気筒2,000cc8バルブ107PS、直列4気筒2,200cc8バルブ110PS、直列4気筒2,000cc12バルブ 140PS、直列4気筒2,200cc12バルブ 140PS、直列4気筒2,100cc8バルブターボディーゼル90PSの仕様があった。
1994年にはドイツの有名チューナー・ハルトゲの手によりV型6気筒の3.0Lエンジンをツインターボ化し280馬力とし、4輪駆動化した「Biturbo」バージョンも追加されたほか、シートを本皮であつらえ、専用スーツケースを備え、4輪にエアサスペンションを奢った高級バージョン「バカラ」も用意されるなど、名実ともにフランスの最高級車であった。
1996年にはエンジン換装などのマイナーチェンジが実施された。直列4気筒1,900cc16バルブ140PS、直列5気筒2,500cc20バルブ170PS、V型6気筒2,900cc24バルブ192PS、直列4気筒2,200cc12バルブターボディーゼル115馬力の仕様がある。
1998年に生産終了し、3年後の2001年に発表されたヴェルサティスが事実上の後継車種となった。
日本では主にV6エンジンを搭載するバカラやRXE（ともに右ハンドル）が、当時のインポーターであるフランス・モーターズ（ヤナセ系）によって輸入されたが、車両本体価格が500万円以上と高価だったため、ごく少数しか輸入されなかった。

## 2代目（2008年-2010年）

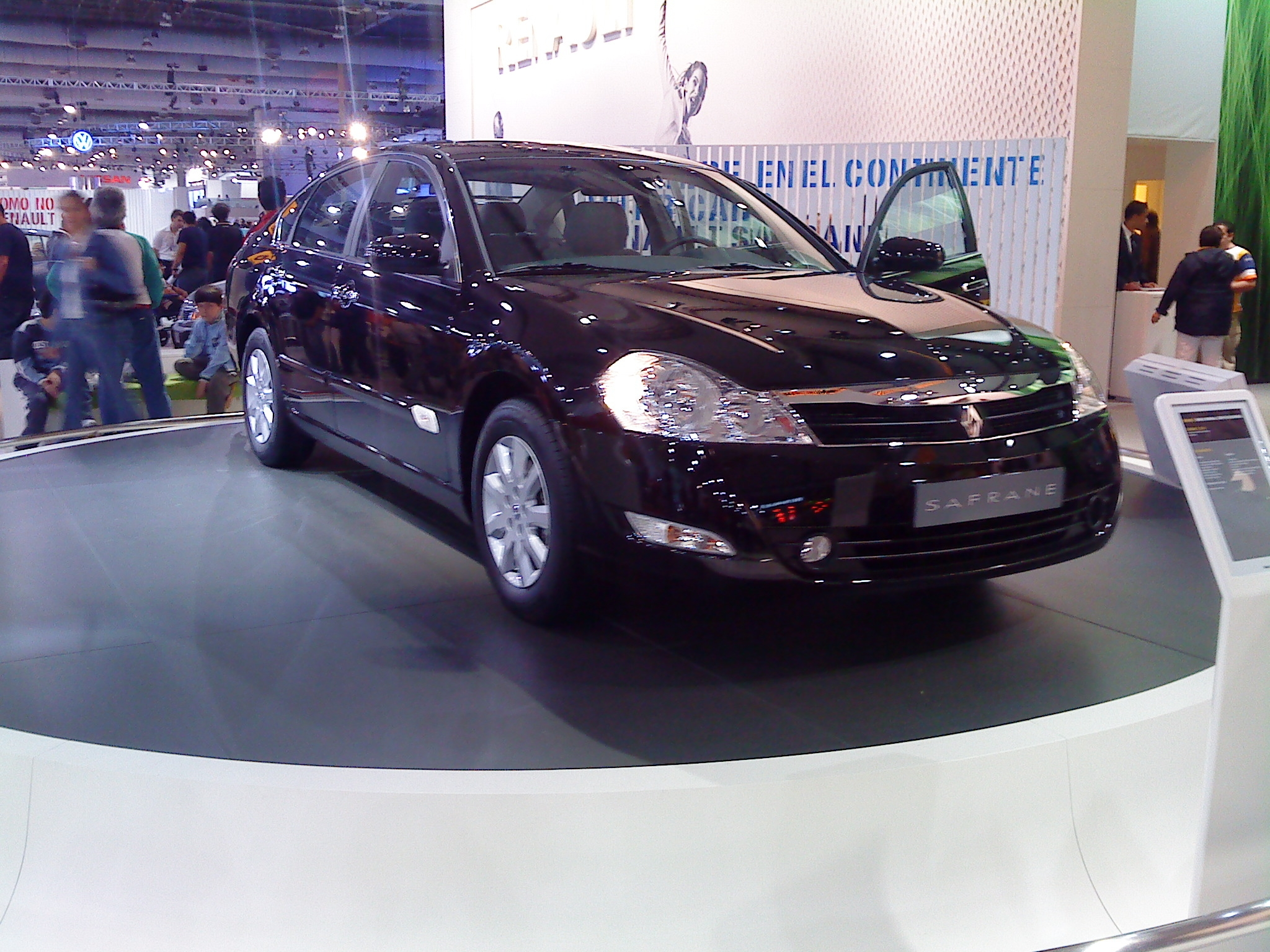
2代目サフラン・フロント

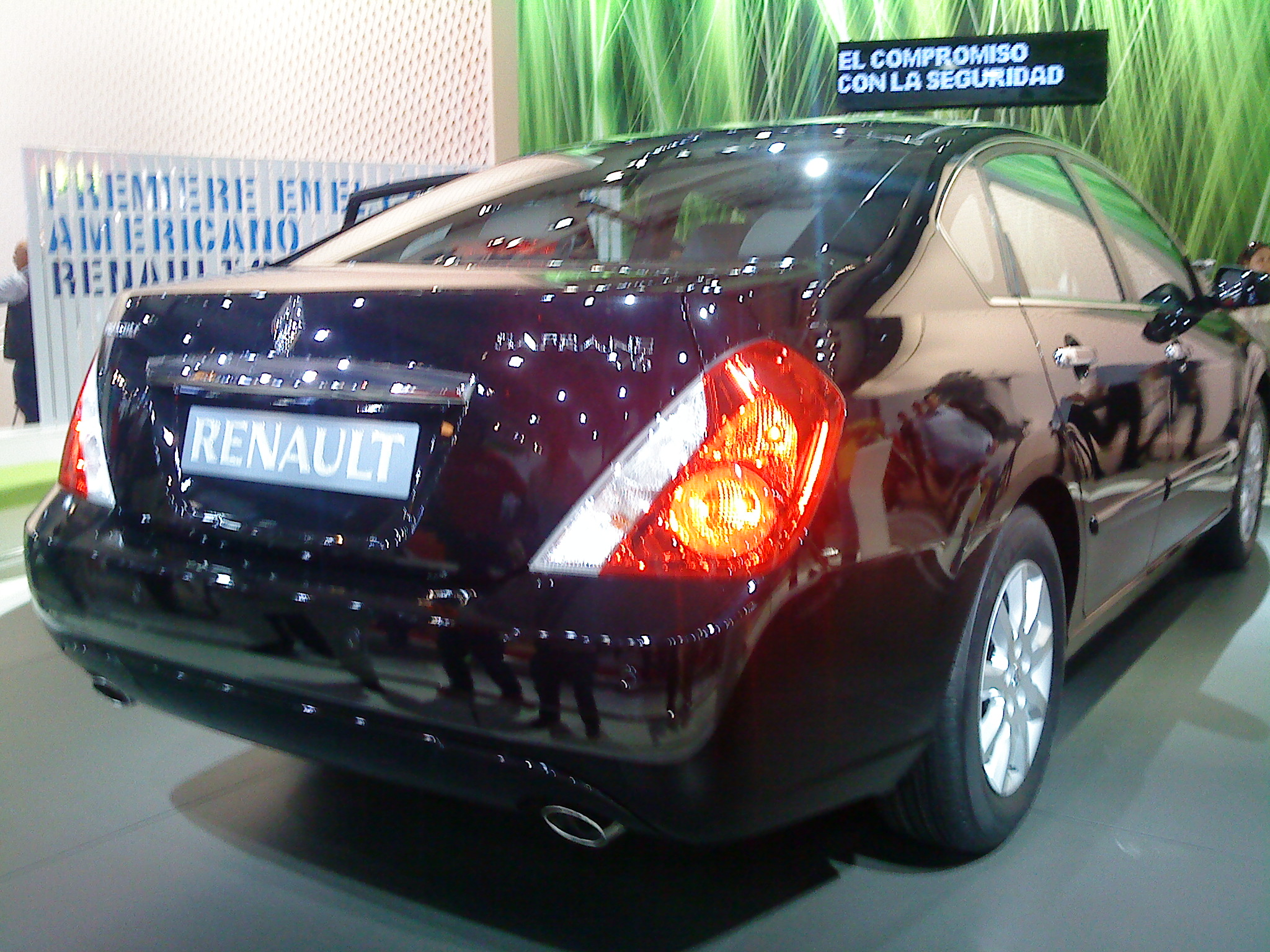
2代目サフラン・リア

2008年8月、ルノー傘下である韓国のルノーサムスンが中東地域向けに同社の上級車であるSM5をベースに同車名で輸出を開始。J31型日産・ティアナをベースとしており、先代サフランとは車名を除き、ボディ、プラットフォーム、メカニズムなどの関連性はない。SM5との違いはエンブレムやCIマークのみとなっている。
エンジンはMR20DEをベースにM4Rと呼ばれる直列4気筒2,000cc16バルブ143PSエンジンを搭載する。
2010年、ベース車の生産終了に伴いサフランも生産終了。

## 3代目（2011年-2016年）

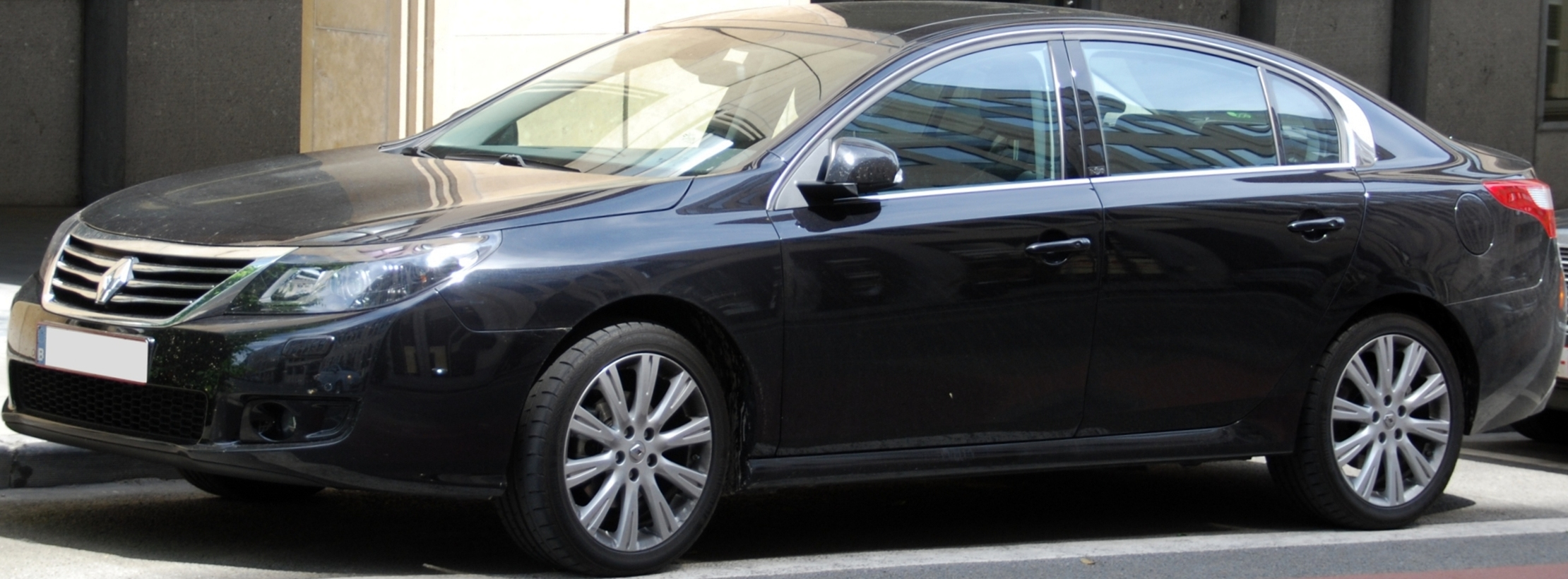
3代目サフランと外装を共有するラティテュード

2代目の後継として、3代目SM5のルノー版であるラティテュードがあてがわれる格好となった（発売地域は2代目同様、中東地域のみ）。メカニズム・外装ともラティテュードと同じである。生産は2代目同様、ルノーサムスン釜山工場が担当。2016年まで生産・販売が続けられ、後継車種であるタリスマンに引き継がれた。